# The Easy Riders (Amerikaans trio)
The Easy Riders, ook optredend als Terry Gilkyson & The Easy Riders, was een Amerikaans folkmuziektrio. Het maakte vanaf de oprichting in 1950 naam als songwriterstrio en bracht sinds 1956 ook zelf platen uit, waaronder Marianne dat in 1957 op nummer 5 van de Billboard Hot 100 terechtkwam. Als close harmonykoor achter Frankie Laine hadden ze dat jaar ook nog een hit met Love is a golden ring.

## Biografie
The Easy Riders ontstond toen Richard Dehr en Frank Miller in 1950 begonnen met het uitbrengen van platen via Decca Records. Ze ontmoetten Terry Gilkyson door een gezamenlijke vriend van Miller. Gilkyson had zich al bewezen als songwriter, terwijl Miller en Dehr op dit gebied nog slechts hun eerste stappen hadden gezet. De zang van het drietal sloot goed bij elkaar aan en, op voorstel van de vrouw van Dehr, gingen ze daarna verder als trio.
Aanvankelijk brachten ze nog geen platen uit, maar waren ze wel al succesvol als songwriters. Zo had bijvoorbeeld Dean Martin in 1956 een nummer 1-hit met het door hen geschreven nummer Memories are made of this, een lied dat later ook nog werd gecoverd door onder meer Gale Storm. Ook was Gilkyson de schrijver achter Cry of the wild goose, waar  Frankie Laine in 1950 een nummer 1-hit mee had gescoord.
Nadat een kennis van Gilkyson, Mitch Miller, was aangetreden als manager van de popmuziekdivisie van Columbia Records, tekende het trio een contract met dit platenlabel. In 1956 namen ze hun eerste platen op. Tijdens de eerste opnamesessie namen ze Marianne op dat in 1957 hun grootste hit werd met een nummer 5-notering in de Billboard Hot 100. Ze brachten het uit onder de naam Terry Gilkyson & The Easy Riders en het werd later gecoverd door tal van andere artiesten, onder wie Harry Belafonte. Andere artiesten die hun werk coverden, waren onder meer Doris Day en Guy Mitchell.
The Easy Riders waren niet alleen van belang vanwege de nummers die ze schreven en de platen die ze voortbrachten, maar introduceerden ook een vorm van close harmony die zich als trio met een zacht mannelijk stemgeluid onderscheidde van andere groepjes in die tijd. Ook beperkten ze zich niet tot folkmuziek alleen, maar brachten ze ook muziek uit die valt binnen de genres calypso, shanty en cowboy songs.
Verder maakten ze themes voor televisieshows, waaronder  The Ballad of Yermo Red, en films, waaronder Red Sundown. Verder traden ze op als achtergrondkoor van Frankie Laine en hadden ze met hem een top 10-hit in 1957 met het lied Love is a golden ring, een lied dat door het trio zelf werd geschreven.
- Bibliothèque nationale de France: cb169052020 (data)
- International Standard Name Identifier: 0000 0004 6920 8336
- Library of Congress Control Number: no98038822
- MusicBrainz: 7c9a71fa-1a82-48b6-8881-15008ffa2ffb
- Virtual International Authority File: 301947674